# Interferentiefilter

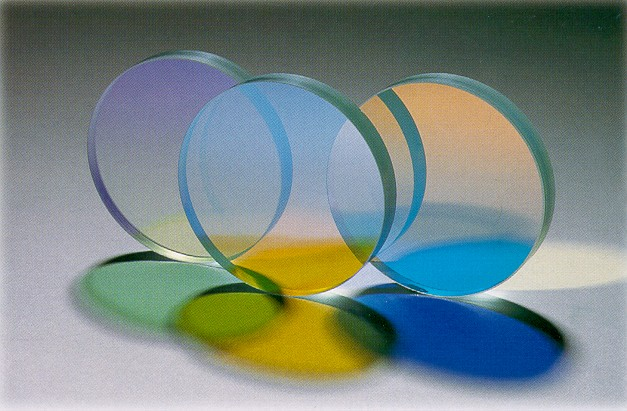
Interferentiefilters

Een interferentiefilter is een optisch filter met een werking die berust op interferentie tussen verschillende dunne lagen. Hierdoor ontstaan staande golven en kunnen bepaalde kleuren zeer selectief worden gefilterd. Wiskundig kunnen deze filters nauwkeurig beschreven worden met Abelès-matrices. Het materiaal zelf heeft doorgaans geen specifieke kleur, zoals wel het geval is bij conventionele kleurfilters, waarvan de werking op absorptie is gebaseerd.
Afhankelijk van de opbouw kunnen specifieke kleuren door het filter worden doorgelaten of gereflecteerd. Ook kunnen optische laag- en hoogdoorlaatfilters met deze techniek worden vervaardigd, waarbij de ongewenste golflengtes worden gereflecteerd. Met behulp van dergelijke optische componenten kan bijvoorbeeld infrarood licht worden gescheiden van zichtbaar licht.